# دومی شی
دومی شی (انگلیسی: Domee Shi؛ زادهٔ ۸ سپتامبر ۱۹۸۹) یک پویانما، کارگردان فیلم و فیلم‌نامه‌نویس کانادایی است. او بائو و فیلم‌های بلند قرمز شدن و الیو را کارگردانی کرده است و اولین زنی است که یک فیلم کوتاه و فیلم بلند انیمیشن را برای پیکسار کارگردانی کرد.
شی در سال ۲۰۱۱ کار برای پیکسار را به‌عنوان هنرمند استوری‌برد آغاز کرد و در چندین فیلم از جمله درون و بیرون، دایناسور خوب و داستان اسباب‌بازی ۴ همکاری کرد. او همچنین طراح استوری بورد برای شگفت‌انگیزان ۲ بود.
برای انیمیشن بائو، شی برنده جایزه اسکار بهترین پویانمایی کوتاه در نود و یکمین دوره جوایز اسکار شد، و همچنین نامزد چهل و سومین جوایز آنی، جوایز بین‌المللی سینمای آنلاین و جشنواره فیلم ترایبکا شد. او همچنین برای فیلم قرمز شدن نامزد جایزه اسکار بهترین فیلم پویانمایی شد.

## فیلم‌ها
- بائو (۲۰۱۸)
- قرمز شدن (۲۰۲۲)
- الیو (۲۰۲۵)